# Gorges d'Escuain
Les gorges d'Escuain sont situées dans la partie sud-est du parc national d'Ordesa et du Mont-Perdu, province de Huesca, communauté autonome d'Aragon, en Espagne. Dans leur partie centrale, elles constituent un défilé très étroit, profondément creusé dans la roche.

## Géographie
Les gorges font partie du parc national d'Ordesa et du Mont-Perdu, lui même inclus dans le site Pyrénées-Mont Perdu de l'UNESCO. Administrativement, elles sont situées au niveau du village d'Escuain dans la commune de Puértolas, au nord de la province de Huesca.